# 독립 국가 연합의 국기

독립국가연합의 국기(러시아어:флаг Содружество Независимых Государств)는 짙은 파란색 바탕에 노란색 태양을 묘사하며 8개의 구부러진 기둥이 태양을 잡고 있다.
깃발이 채택되기 전에는 흰색 바탕에 "CIS"라는 글자만 표시된 임시 깃발이 사용되었다. 예를 들어 소련이 자격을 갖추 었으나 해산되기 전에는 오지 않았을 때 연방 팀이 소련을 대체한 스포츠 경기에서 사용되었다.

## 설명
디자인은 동등한 동반자 관계, 단결, 평화 및 안정에 대한 열망을 상징한다.

## 같이 보기
- 소련의 국기